# Africactenus
Africactenus es un género de arañas araneomorfas de la familia Ctenidae. Se encuentra en África subsahariana.

## Lista de especies
Según The World Spider Catalog 12.0:
- Africactenus acteninus Benoit, 1974
- Africactenus agilior (Pocock, 1899)
- Africactenus decorosus (Arts, 1912)
- Africactenus depressus Hyatt, 1954
- Africactenus evadens Steyn & Jocqué, 2003
- Africactenus fernandensis (Simon, 1910)
- Africactenus ghesquierei (Lessert, 1946)
- Africactenus giganteus Benoit, 1974
- Africactenus guineensis (Simon, 1897)
- Africactenus kribiensis Hyatt, 1954
- Africactenus leleupi Benoit, 1975
- Africactenus longurio (Simon, 1910)
- Africactenus monitor Steyn & Jocqué, 2003
- Africactenus pococki Hyatt, 1954
- Africactenus poecilus (Thorell, 1899)
- Africactenus simoni Hyatt, 1954
- Africactenus sladeni Hyatt, 1954
- Africactenus tenuitarsis (Strand, 1908)
- Africactenus tridentatus Hyatt, 1954
- Africactenus trilateralis Hyatt, 1954